# Harrgrund
Harrgrund är en ö i Finland. Den ligger i Bottenhavet och i kommunen Kristinestad i den ekonomiska regionen  Sydösterbotten i landskapet Österbotten, i den västra delen av landet. Ön ligger omkring 130 kilometer söder om Vasa och omkring 280 kilometer nordväst om Helsingfors.
Öns area är 3,5 hektar och dess största längd är 250 meter i sydväst-nordöstlig riktning.